# Sportfreunde Katernberg
Maillots
Les Sportfreunde Katernberg étaient un club allemand de football localisé dans le quartier de Katernberg à Essen, en Rhénanie du Nord-Wesphalie.

## Histoire
Le club fut fondé le 25 mars 1913 comme une section du Turnvereins von 1887. En 1924, la section devint indépendante et l’année suivante, elle fusionna avec le Ballspielverein 1916 pour former le Sportfreunden Katernberg.
En 1943, le club se mit en évidence en remportant la Gaupokal (coupe régionale) après des victoires contre Schwarz-Weiss Essen (6-2), VfB Lohberg (3-2), Westende Hamborn (3-2) et le Fortuna Düsseldorf (5-1). Cela lui permit de participer à la Tschammer Pokal (dont ce fut la dernière édition). Le Sportfreunden Katernberg s’inclina avec les honneurs (2-4) face au FC Schalke 04, devant 10 000 spectateurs.
En fin de saison 1943-1944, Sportfreunden Katernberg gagna le droit de monter en Gauliga Westphalie. Mais après une rencontre disputée, la compétition s’arrêta en raison de l’évolution de la Seconde Guerre mondiale.
Après le conflit, le Sportfreunden fut un des fondateurs de l’Oberliga Ouest. Lors de la première saison, le club termina à la 4e place et gagna le droit de participer au tour final de la  Zone d'occupation britannique. Il s’inclina au premier tour contre le TSV Eintracht Braunschweig (1-2) à Gelsenkirchen. Relégué en 1949, le club remonta après un an et évolue alors trois autres saisons en Oberliga Ouest. 
Le Sportfreunden Katernberg joua deux saisons au niveau 2 appelé 2.Liga West puis fut relégué et glissa dans la hiérarchie des séries inférieures. En 1958, le club remonta vers la nouvellement constituée Verbandsliga Niederrhein. Dans les années 1960, le cercle recula dans la hiérarchie. Il rejoua dans la plus haute série amateur, la Verbandsliga en 1976.
En 1989, le Sportfreunden accéda au 3e niveau, l’Oberliga Nordrhein. Deux ans plus tard, il en fut relégué.
Le 24 mars 2017, le club est repris par le DJK Katernberg qui prend le nom de DJK Sportfreunde Katernberg (de).

## Personnalités
- Helmut Rahn Vainqueur de la Coupe du monde 1954 (double buteur en finale).